# Carex jubozanensis
Carex jubozanensis är en halvgräsart som beskrevs av J.Oda och A.Tanaka. Carex jubozanensis ingår i släktet starrar, och familjen halvgräs. Inga underarter finns listade i Catalogue of Life.